# Зеленяк звичайний
Зеленя́к звичайний (Chloris chloris) — співочий птах родини в'юркових. В Україні гніздовий, кочуючий, зимуючий вид.

## Морфологічні ознаки
Розміром дещо більший за горобця. Маса тіла 25-34 г, довжина тіла близько 15 см. Дорослий самець зверху зеленкувато-оливковий, з бурим відтінком; поперек і надхвістя зеленкуваті; щоки сірі; низ жовтувато-зелений; підхвістя жовтувато-біле; першорядні махові пера темно-бурі, з жовтою облямівкою, другорядні махові пера сірі: центральні стернові пера сірувато-бурі, інші — жовті, з сірувато-бурою верхівкою; дзьоб міцний, сірувато-бурий; ноги світло-бурі. Доросла самка сіріша; жовті частини оперення тьмяніші. Молодий птах подібний до дорослої самки, але знизу світліший, з чіткою темною поздовжньою строкатістю.

## Розповсюдження
Зеленяк звичайний мешкає у Європі, Північно-Західній Африці, Малій Азії, на півночі Ірану, у Середній Азії. Цих птахів також було акліматизовано в Австралії та Новій Зеландії.
В Україні гніздовий, перелітний, зимуючий на всій території країни.

## Спосіб життя

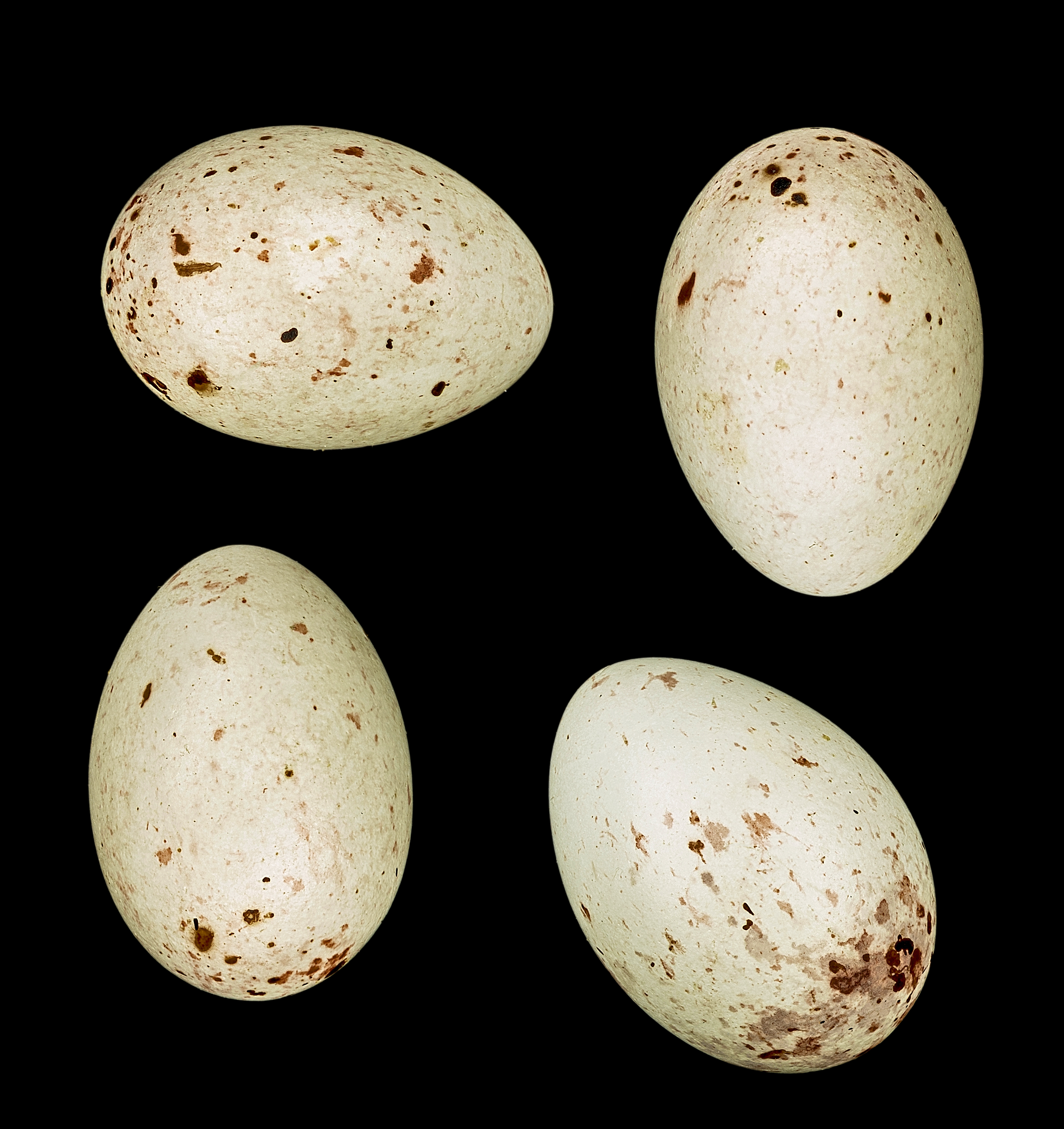
Яйця в оологічній колекції

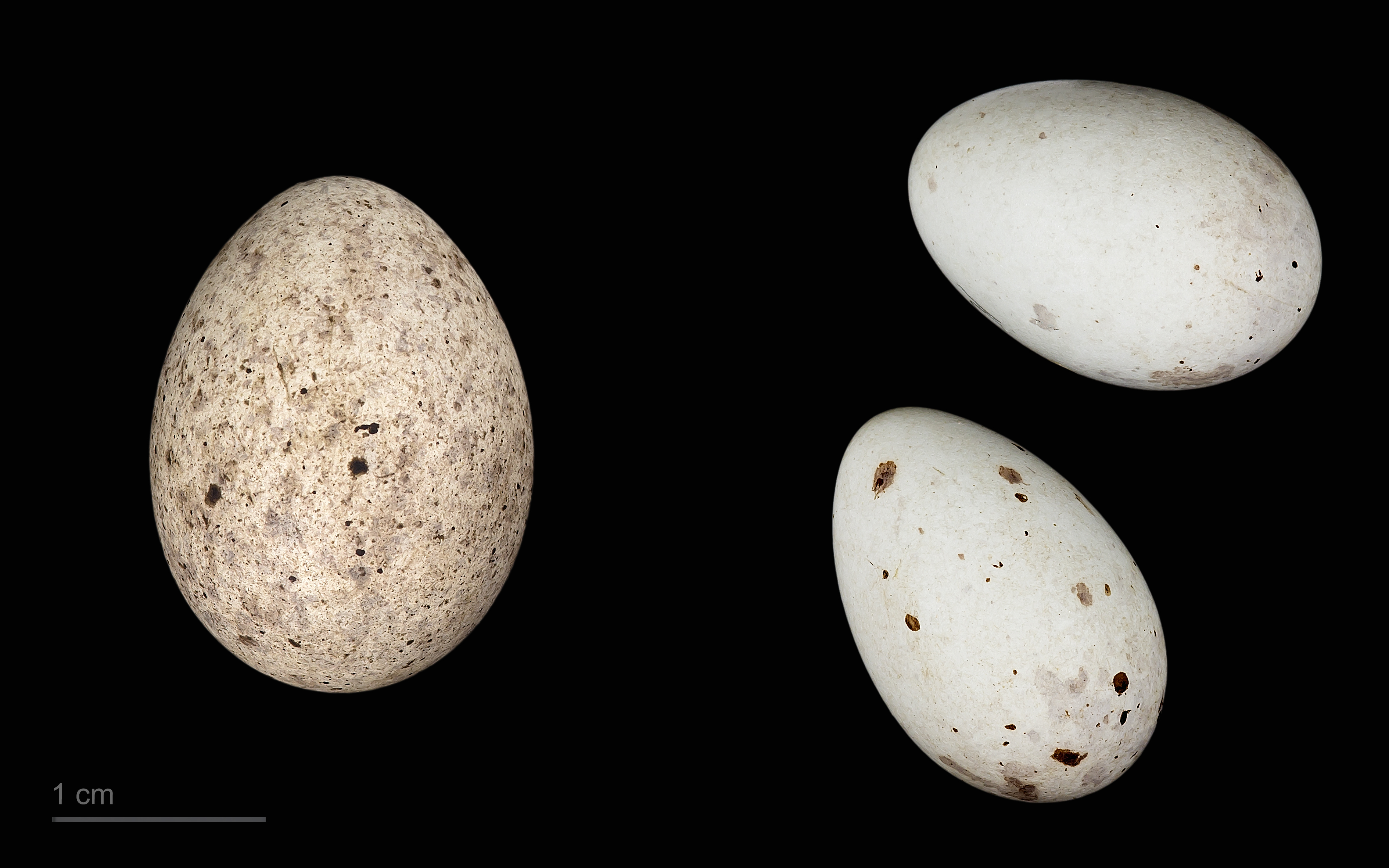
яйце Cuculus canorus bangsi + Carduelis chloris - Тулузький музей

Зеленяк полюбляє розріджені ліси, галявини, гаї, сади, парки. Тут він живиться рослинною їжею, комахами, ягодами (здебільшого восени).
У північних районах ареалу навесні зеленяк звичайний повертається з півдня у першій половині березня. Після чого будує на дереві своє гніздо. У кладці, що відкладає самка зеленяка, зазвичай 4—6 яєць. Вони мають молочно-білий колір з крапельками. Висиджує яйця самка протягом 12—14 днів. Годують пташенят обидва батьки. Пташенята через 13—14 днів вже починають вибиратися з гнізда й починають власне літати, приступають до самостійного життя. У вересні зеленяки звичайні відкочовують у більш південні регіони, частина залишається на зимівлю.